# Armoiries d'Arbois
Pour les articles homonymes, voir Arbois (homonymie).
Les armoiries d'Arbois sont le blasonnement / héraldique / emblème d'Arbois (capitale du vignoble du Jura) dans le Jura en Bourgogne-Franche-Comté, à base de symbole allégorique d'un « Pélican de Piété » , avec pour devise associée : « Sic his quos diligo » (Ainsi je fais pour ceux que j'aime, en latin).

## Symbolique
Le symbole héraldique d'Arbois est un pélican, sur un nid d'or, nourrissant ses trois petits en se perçant le cœur de son bec. Il est parfois couronné d'une couronne de Comte à neuf perles des comtes de Bourgogne du Comté de Bourgogne (Histoire du Jura, Histoire de la Franche-Comté au Moyen Âge), et entouré d'une couronne triomphale de vigne et de raisin (symbole de son statut de capitale du vignoble du Jura). Au dessus de la porte d'entée de l'Hôtel de ville d'Arbois, il est également associé aux symboles allégoriques humanistes / chrétien de l'Œil de la Providence, et de la Déclaration des droits de l'homme et du citoyen de 1789. 

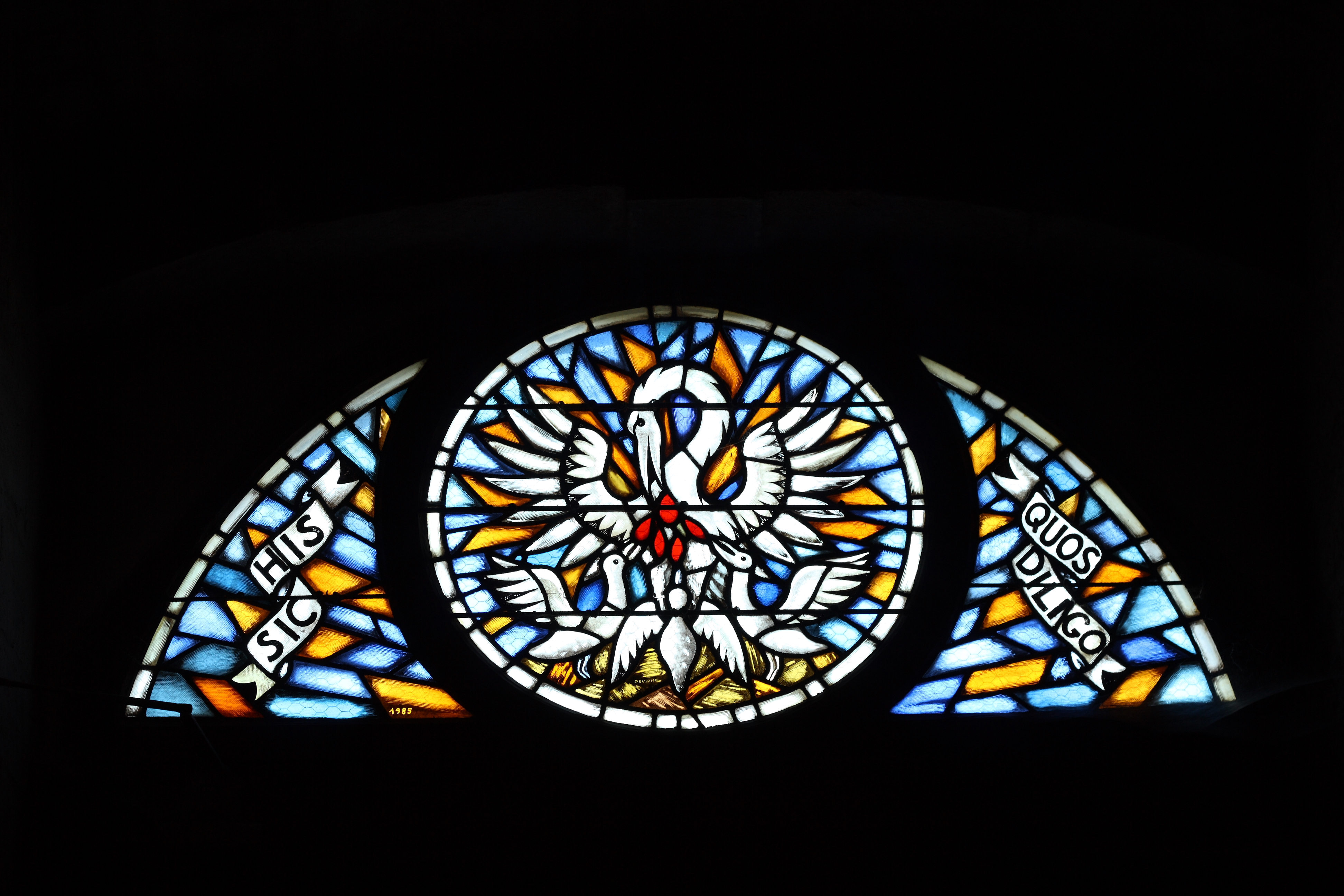
Vitrail de l'Église Saint-Just d'Arbois
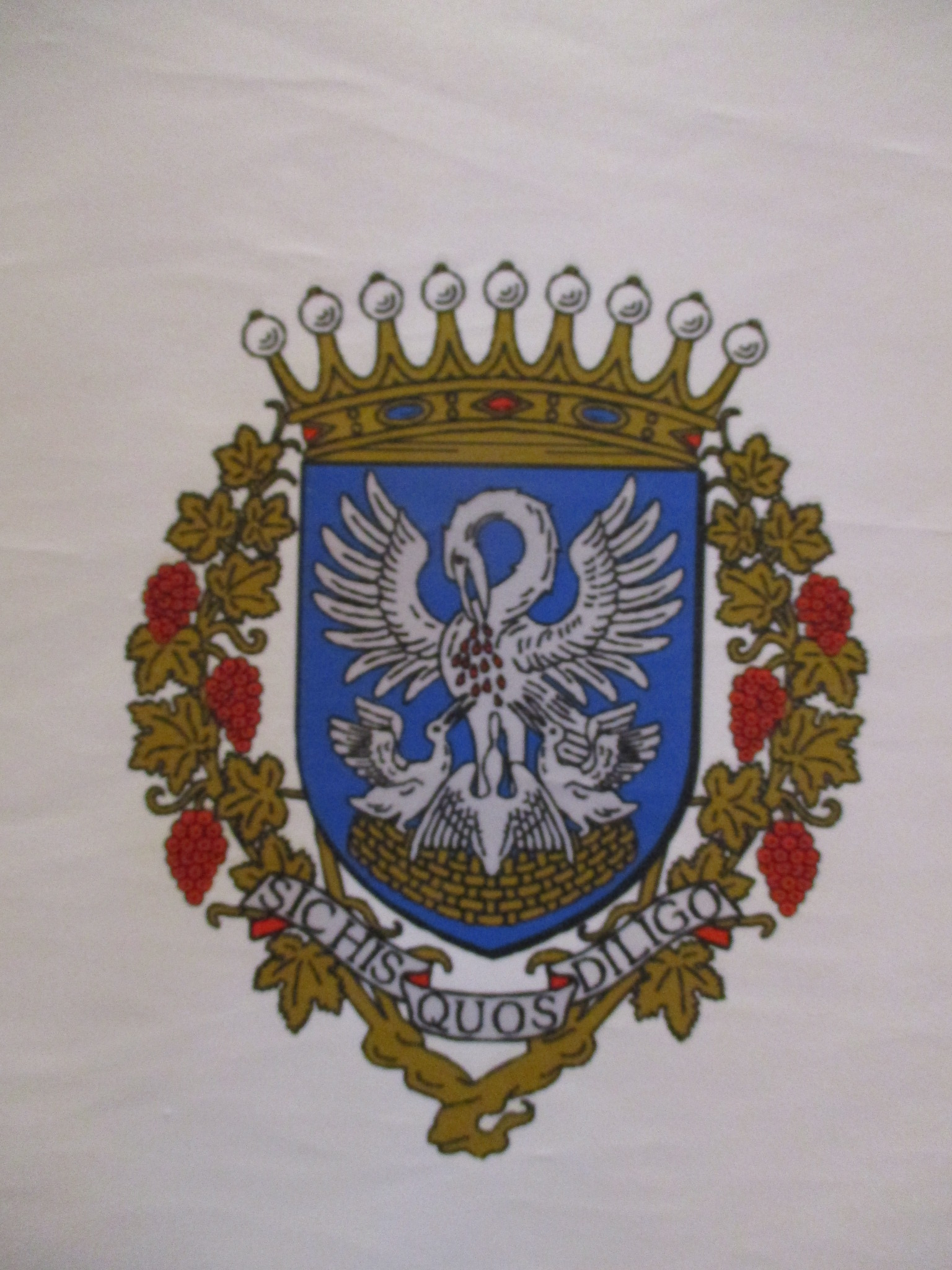
Hôtel de ville d'Arbois
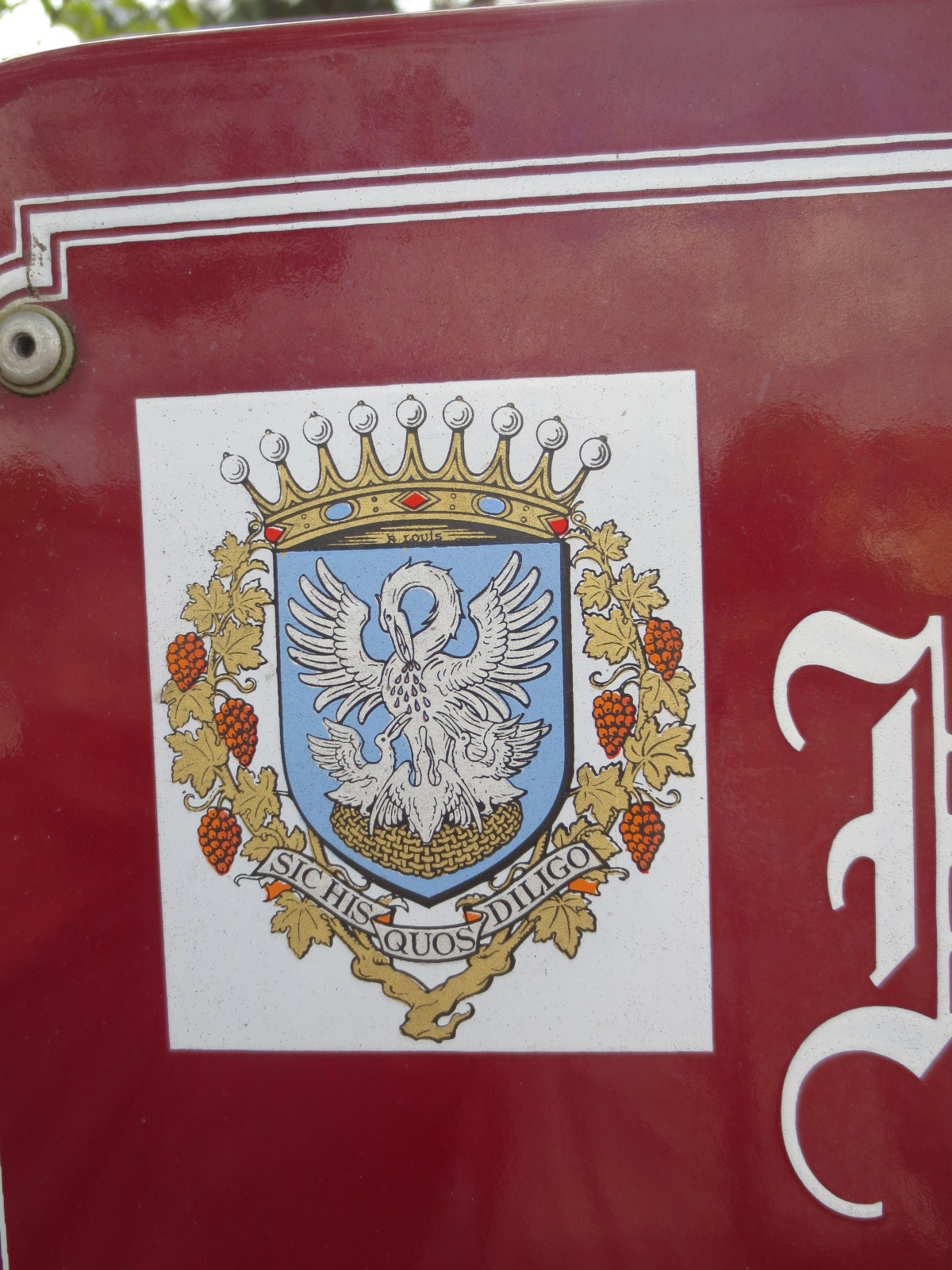
Plaque de rue d'Arbois
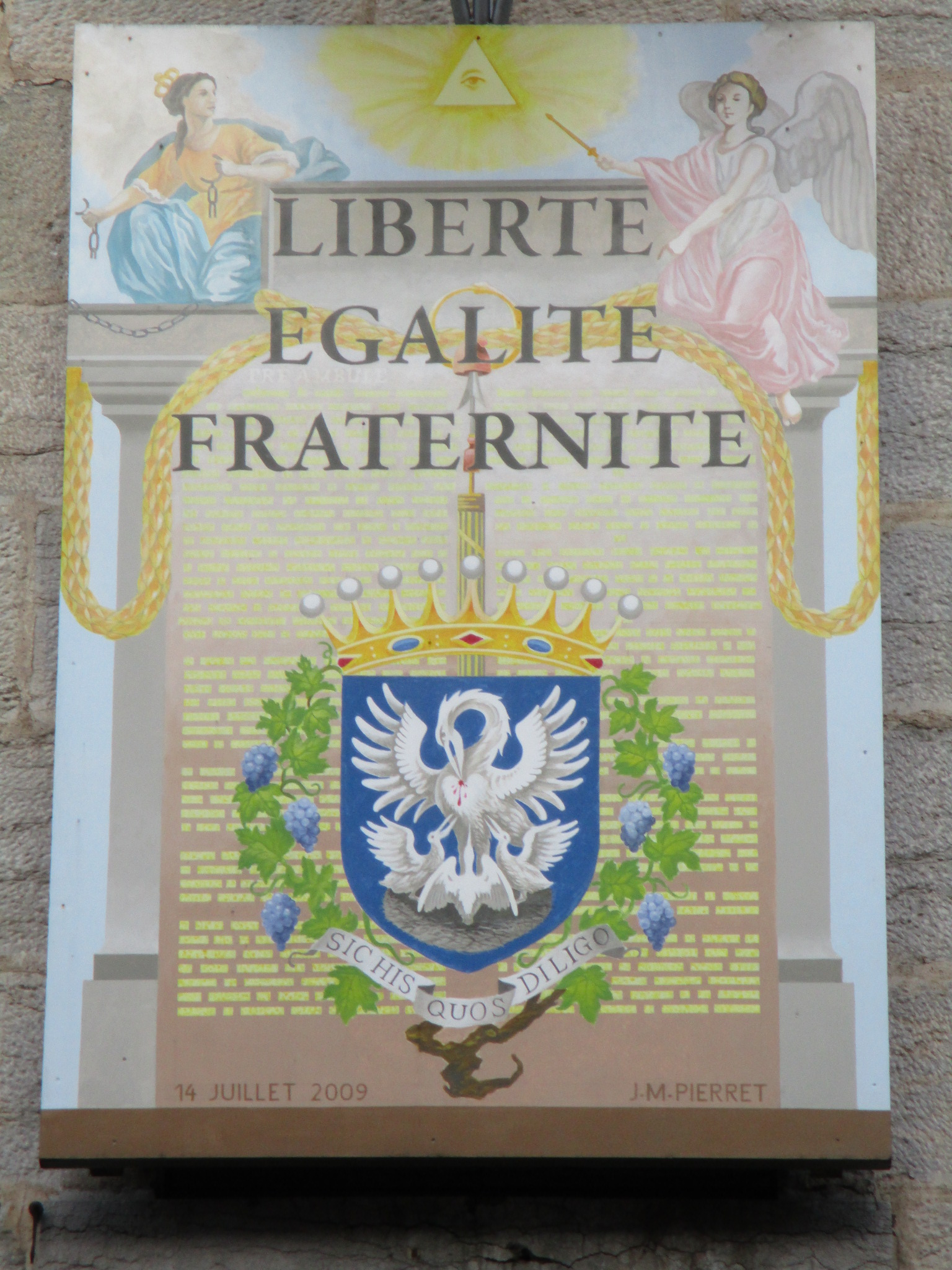
Hôtel de ville d'Arbois
Variante
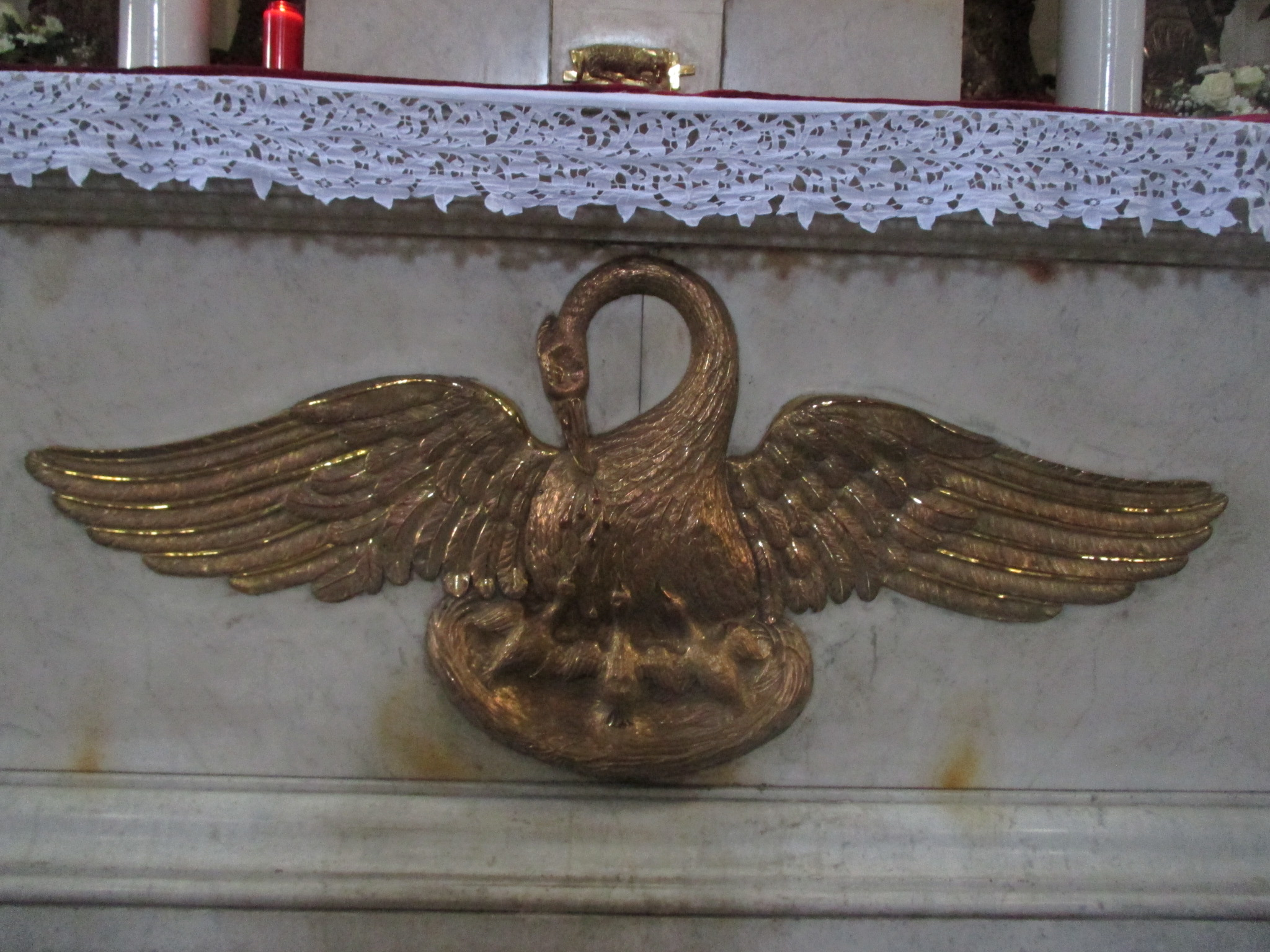
Variante de l'Église Sainte-Madeleine de Besançon (de l'ancien quartier vigneron Battant du vignoble de Besançon)

En héraldique médiévale, le pélican est traditionnellement représenté en oiseau blanc / d'argent, à bec d'aigle, perché sur son nid, les ailes protectrices déployées au-dessus de ses petits, se perçant la poitrine d'où coulent des gouttes de sang, dont il nourrit sa progéniture, à titre de symbole d'amour et de sacrifice parental de la vie.

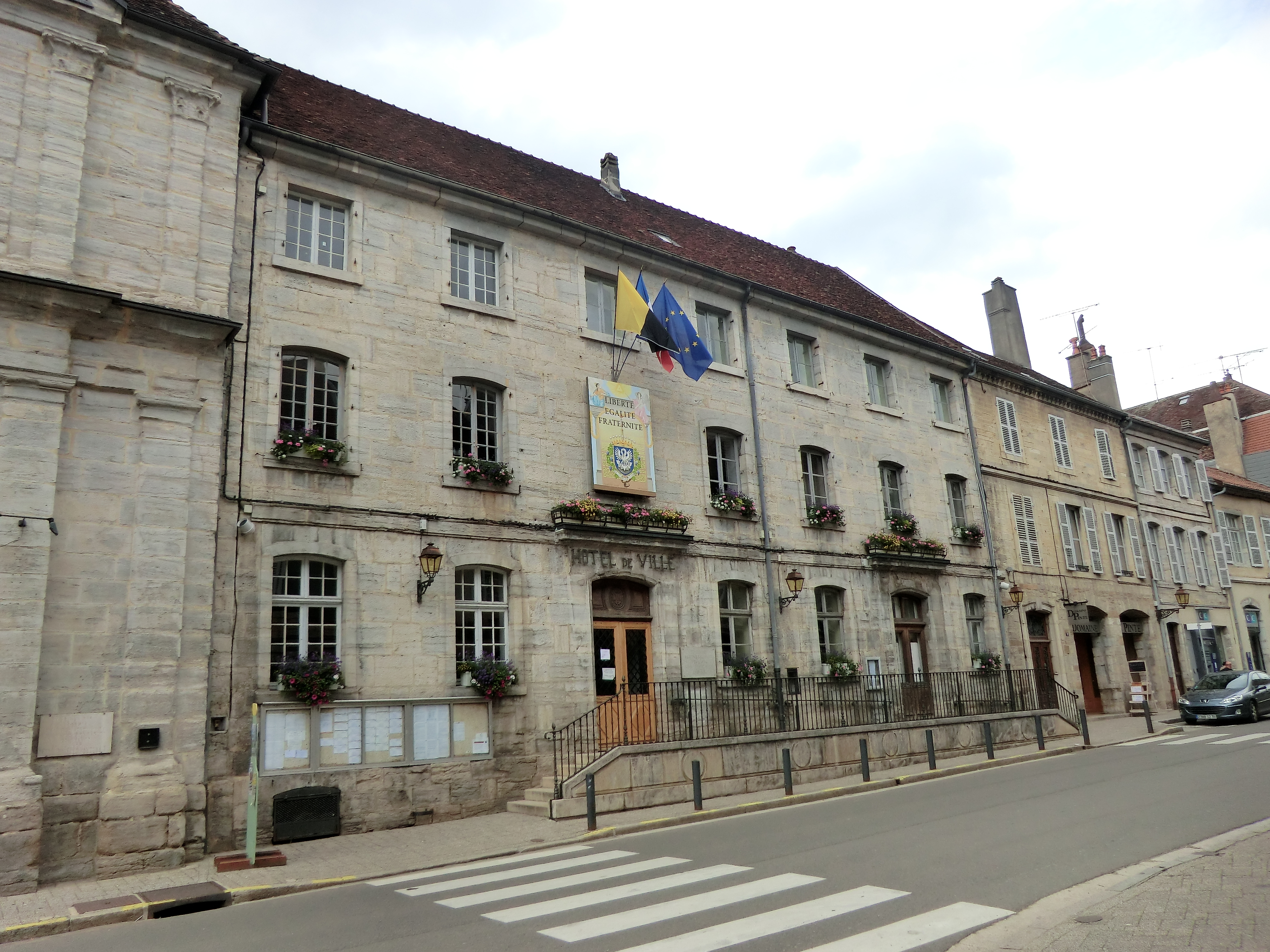
Hôtel de ville d'Arbois
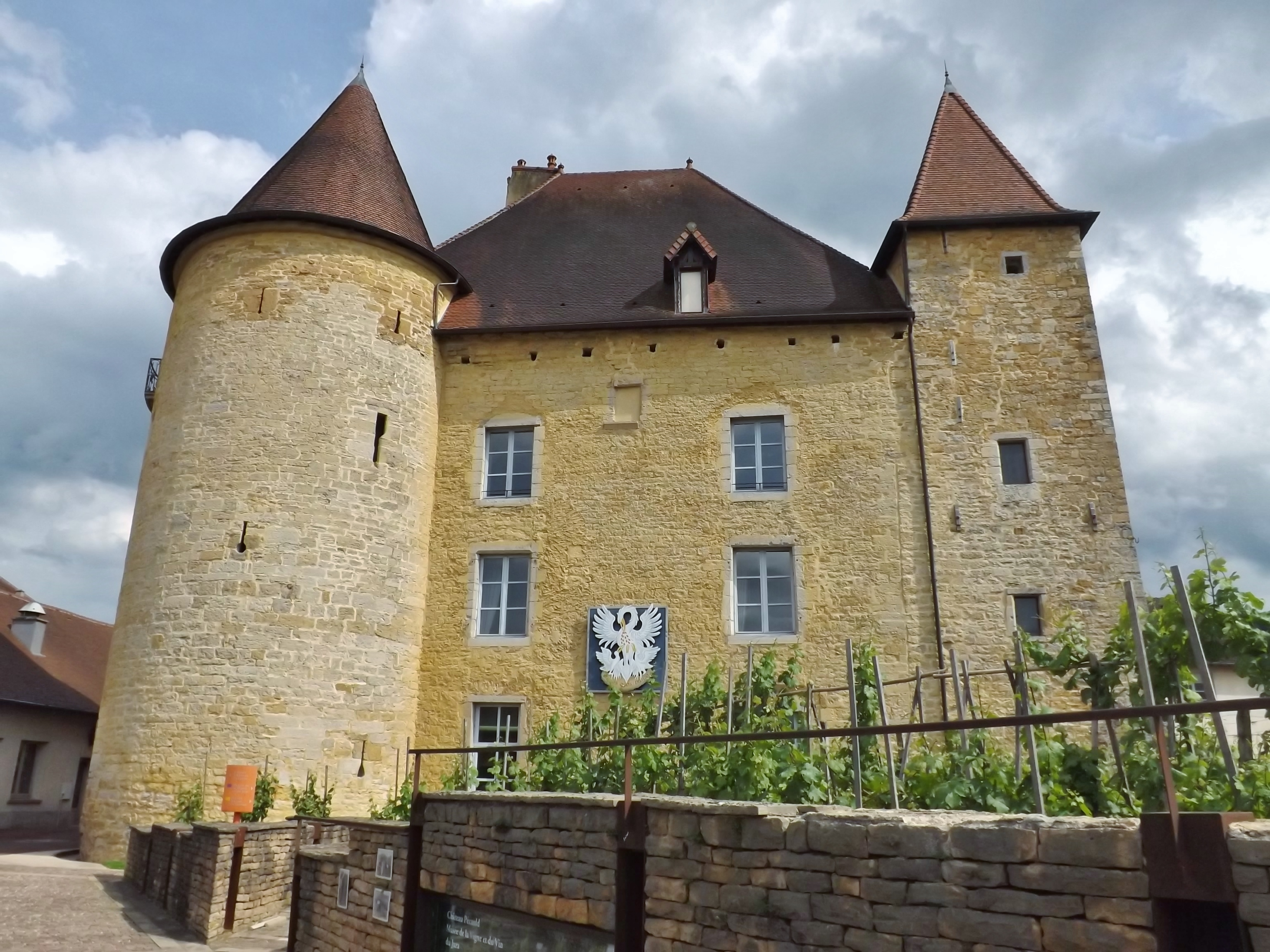
Château Pécauld du XIIIe siècle, et musée de la vigne et du vin du Jura
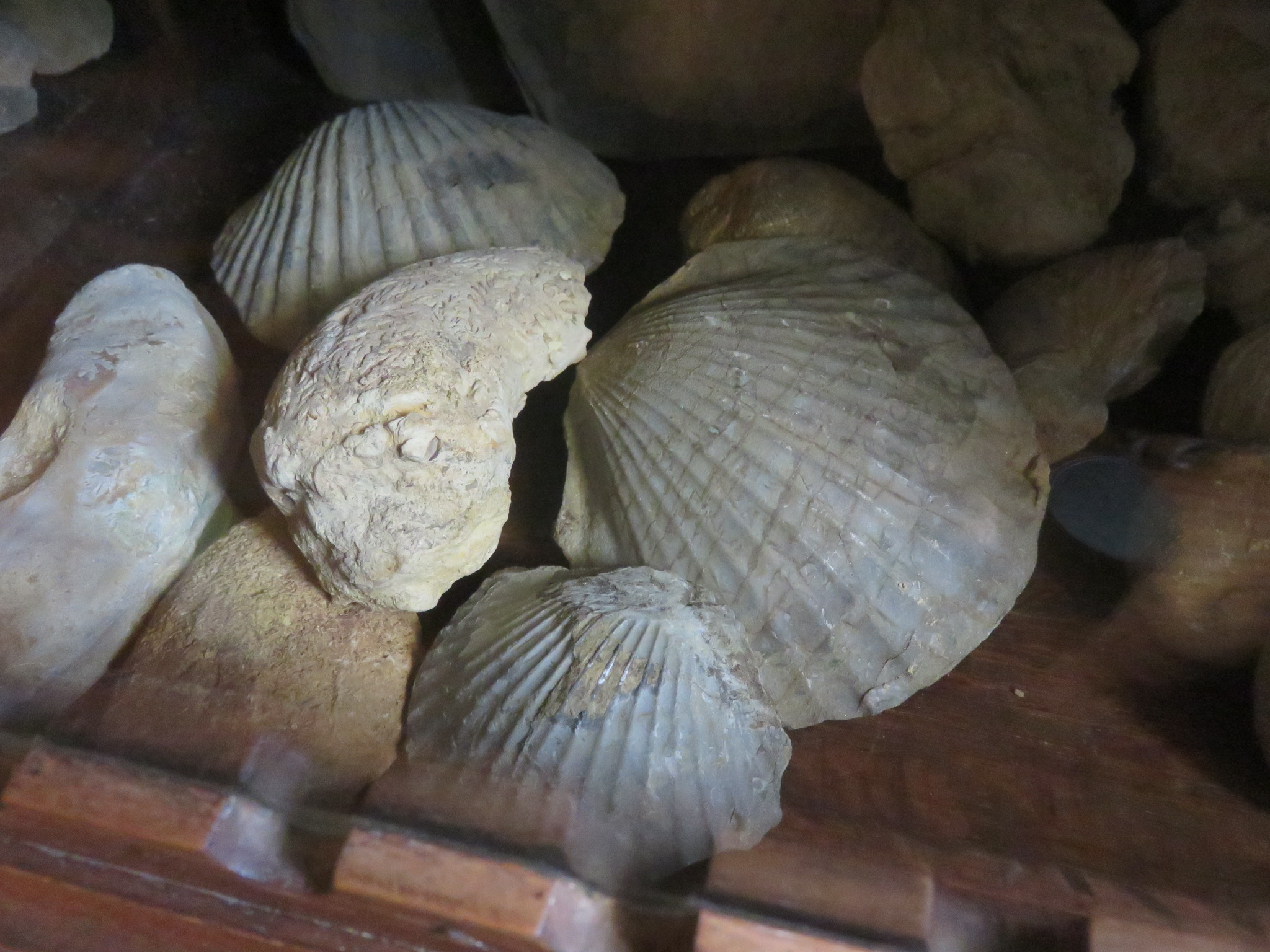
Quelques fossiles maritimes (coquille Saint-Jacques...) de l'Abbaye de Genne Mont-Sainte Marie voisine
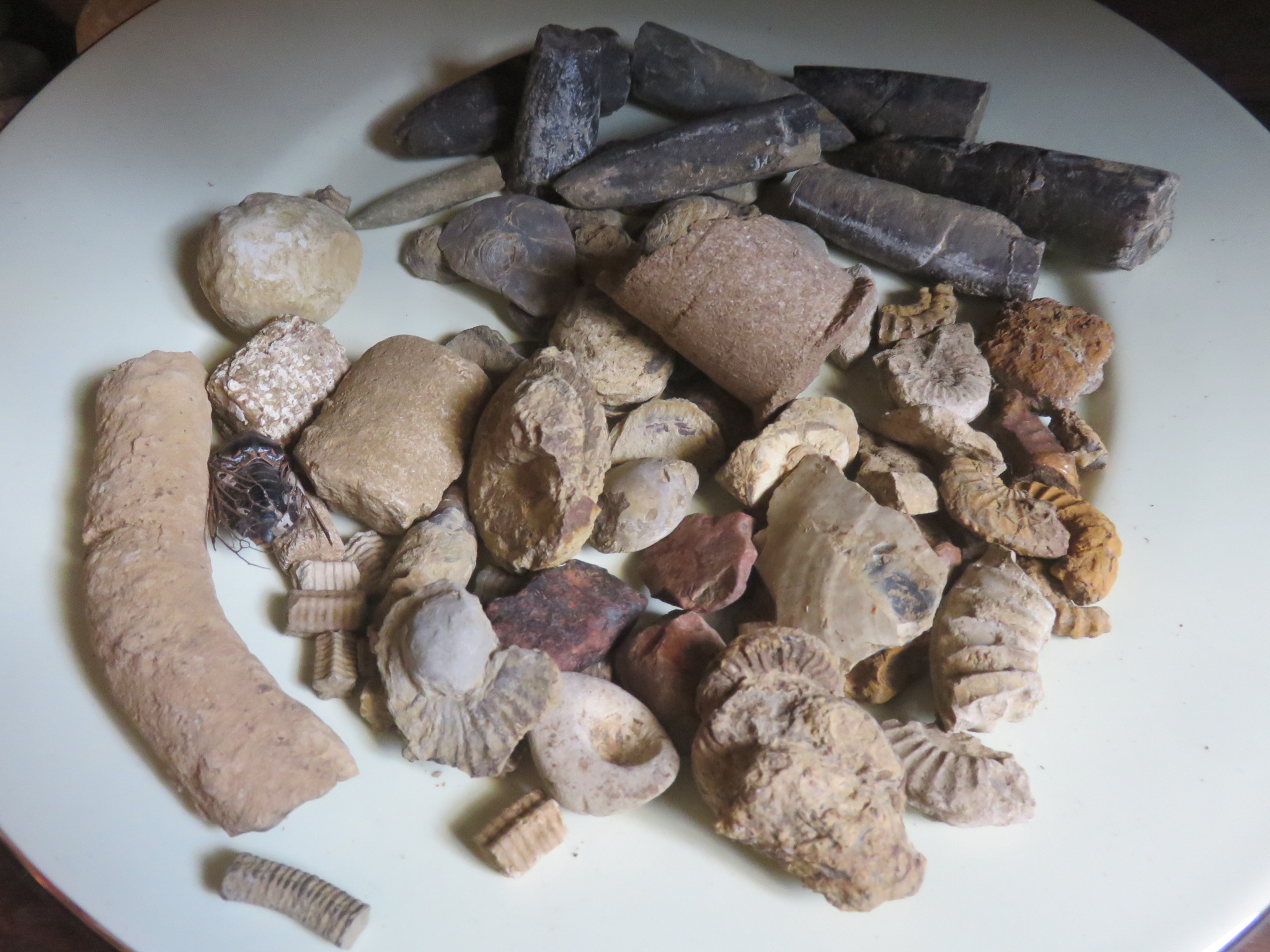
Quelques fossiles maritimes (gryphée, ammonite, bélemnite, entroque...) de l'Abbaye de Genne Mont-Sainte Marie voisine
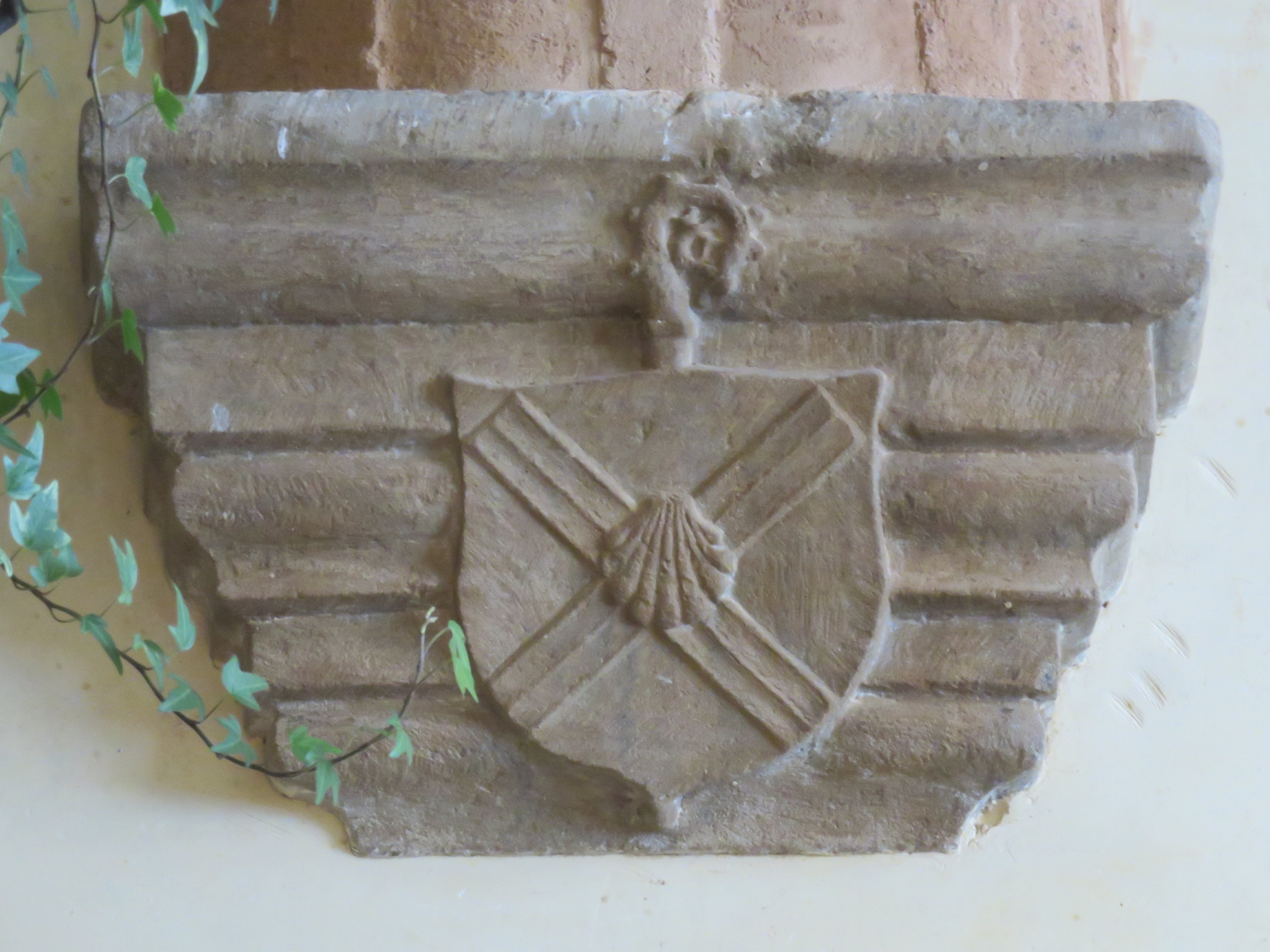
Armes avec coquille Saint-Jacques de Saint-Jacques-de-Compostelle, de l'Abbaye de Genne Mont-Sainte Marie voisine

Le symbole du pélican, oiseau de mer, posé avec ses oisillons sur son nid d'or, est en lien avec les nombreux fossiles maritimes  (coquille Saint-Jacques, gryphée, ammonite, bélemnite, entroque...) du vignoble d'Arbois et du Jura (au Trias / Jurassique inférieur il y a environ 200 millions d'années, le retrait de l'océan Panthalassa qui recouvre l'Est de la France et le Jura du supercontinent Pangée joue un rôle prépondérant sur la fertilité et la richesse historique du terroir viticole d'Arbois, du Jura, et de Franche-Comté. Arbois, capitale du vignoble du Jura, tire son étymologie du celte « ar » et « bos », signifiant « terre fertile » (habitat des Pélicans, Abbaye de Genne Mont-Sainte Marie, vignoble de Besançon, orographie et géologie du Vignoble du Jura, géologie du massif du Jura, histoire du sel du Jura...). 
Dans la symbolique allégorique chrétienne du Moyen Âge (symbolique chrétienne primitive, iconographie chrétienne), le pélican décrit comme « pélican de piété » ou « dans sa piété » est présent dans de nombreuses armoiries, ou représentations d'art chrétien dans l'Occident chrétien. Variante du cygne, de l'Oie, de l'aigle, du phénix, de la colombe, du Saint-Esprit, des Anges, le pélican de piété et ses trois oisillons sont des symboles allégoriques de la Vie, du Saint-Esprit, de la Trinité, et de l'Humanité, ainsi que de la piété, du sacrifice, du martyr, et de la résurrection / vie éternelle (Phénix chrétien). Le Sang du Pélican fait référence au vin du Vignoble du Jura qui symbolise le Sang du Christ du Saint Calice / Graal (Vin et religion / Transsubstantiation). Le pélican d'Arbois donne le sang de son corps / cœur, et son amour en nourriture, par amour, à sa progéniture (« Pour toute nourriture il apporte son cœur », Sacré-Cœur), à l'image du Christ qui verse son Sang du Christ / Corps du Christ (Martyr / Passion du Christ / sacrifice du Christ) pour la propagation du Bien, et la rédemption du Mal, pour le Salut des âmes de l'Humanité, selon l'épisode de la Guerre des anges et de l'Apocalypse (allégorie de la victoire finale du Bien sur le Mal de la Religion abrahamique / Bible).